# Buster Williams
Charles Anthony Williams, detto Buster (Camden, 17 aprile 1942), è un bassista e compositore statunitense tra i più rinomati del panorama jazz americano.

## Discografia

### Come leader
- 1975 - Pinnacle (Muse)
- 1976 - Crystal Reflections (Muse)
- 1978 - Tokudo (Denon)
- 1978 - Heartbeat (Muse)
- 1980 - Dreams Come True (Buddah)
- 1986 - Two as One (Red) con Kenny Barron
- 1989 - Something More (In+Out)
- 1998 - Somewhere Along the Way (TCB)
- 1999 - Lost in a Memory (TCB)
- 2001 - Live at the Montreux Jazz Festival, 1999 (TCB)
- 2001 - Houdini (Sirocco Jazz Ltd.)
- 2002 - Joined at the Hip (TCB)
- 2004 - Griot Libertè (HighNote)
- 2006 - 65 Roses (BluePort Jazz)
- 2008 - Buster Williams Live Volume 1 (Buster Williams)

### come Sideman
con Geri Allen
- 1998 - The Gathering (Verve)
- 2006 - Jazzpar Concerts 2003 (Stunt, 2006)

con Franco Ambrosetti
- 1984 Wings (Enja)

con Gene Ammons
- 1968 - Dig Him! (Argo, 1961) con Sonny Stitt, pubblicato anche come We'll Be Together Again (Prestige, 1968)
- Boss Tenors (Verve, 1961) con Sonny Stitt
- 1969 - The Boss Is Back! (Prestige)
- 1969 - Brother Jug! (Prestige)

con Roy Ayers
- 1967 - Virgo Vibes (Atlantic)
- 1969 - Daddy Bug (Atlantic)

con Chet Baker
- 1979 - Chet Baker / Wolfgang Lackerschmid (Sandra Music Productions, 1979) con Wolfgang Lackerschmid
- 1982 - Peace (Enja)

con Bill Barron
- 1982 - Jazz Caper (Muse, 1978)

con Kenny Barron
- 1978 - Innocence (Wolf)
- 1982 - Golden Lotus (Muse)
- 1982 - Imo Live (Whynot)
- 1983 - Green Chimneys (Criss Cross Jazz)
- 1986 - Two as One (Red)

con Gary Bartz
- 1994 - Episode One: Children of Harlem (Challenge)

con Sathima Bea Benjamin
- 1985 - Windsong (Ekapa)
- 1987 - Love Light (Enja)
- 1989 - Southern Touch (Enja)
- 1996 - SongSpirit (Ekapa)

con Cindy Blackman
- 1987 - Arcane (Muse)

con Art Blakey
- 1982 - Art Blakey and the All Star Messengers (Jazz Line)
- The Art of Jazz: Live in Leverkusen (In+Out, 1989)

con Hamiet Bluiett
- Dangerously Suite (Soul Note, 1981)

con Bob Brookmeyer, Tom Harrell e Benny Aronov
- Shadow Box (Candid, 1978)

con Donald Brown
- Sources of Inspiration (Muse, 1989)

con Ted Brown
- In Good Company (Criss Cross, 1985) con Jimmy Raney

con Betty Carter
- The Betty Carter Album (Bet-Car, 1976)

con Ron Carter
- Piccolo (Milestone, 1977)
- Peg Leg (Milestone, 1978)
- Pick 'Em (Milestone, 1978 [1980])

con Cyrus Chestnut
- Natural Essence (HighNote, 2016)
- There's a Sweet, Sweet Spirit (HighNote, 2017)

con Junior Cook
- Somethin's Cookin' (Muse, 1981)

con Norman Connors
- Dark of Light (Buddah, 1973)
- Love From The Sun (Buddah, 1973)

con Larry Coryell
- Equipoise (Muse, 1985)
- Toku Do (Muse, 1987)
- Air Dancing (Jazzpoint, 1988)
- Shining Hour (Muse, 1989)
- New High (HighNote, 2000)
- Cedars of Avalon (HighNote, 2002)

con Stanley Cowell
- We Three (DIW, 1987)

con Albert Dailey
- That Old Feeling (SteepleChase, 1978)

con Miles Davis
- Sorcerer (Columbia, 1967)

con Walter Davis, Jr.
- Illumination (Denon, 1977)

con Cornell Dupree
- Saturday Night Fever (Versatile, 1977)

con Teddy Edwards
- Midnight Creeper (HighNote, 1997)

con Joe Farrell
- Outback  (CTI, 1971)

con Sonny Fortune
- Waves of Dreams (Horizon, 1976)
- Four in One (Blue Note, 1994)

con Frank Foster
- Manhattan Fever (Blue Note, 1968)

con Carlos Garnett
- Black Love (Muse, 1974)

con Stan Getz and Jimmie Rowles
- The Peacocks (Columbia, 1975)

con Benny Golson
- Voices All (East World, 1982) con The Jazztet
- Terminal 1 (Concord Jazz, 2004)
- New Time, New 'Tet (Concord Jazz, 2009)
- Horizon Ahead (HighNote, 2016)

con Dexter Gordon
- The Tower of Power! (Prestige, 1969)
- More Power! (Prestige, 1969)
- Tangerine (Prestige, 1972)
- Generation (Prestige, 1972)

con Benny Green
- 1989 - In This Direction (Criss Cross)

con Grant Green
- 1978 - Easy (Versatile)

con Charles Greenlee
- 1977 - I Know About the Life –  (Baystate)

con Herbie Hancock
- 1969 - The Prisoner  (Blue Note)
- 1969 - Fat Albert Rotunda (Warner Bros.)
- 1969 - Mwandishi  (Warner Bros.)
- 1972 - Crossings (Warner Bros.)
- 1973 - Sextant  (Columbia)
- 1977 - VSOP (Columbia)

con Billy Hart
- 1977 - Enchance (Horizon)
- 1988 - Rah (Gramavision)

con Albert Heath
- Kawaida  (O'Be, 1970)

con Eddie Henderson
- Realization (Capricorn, 1973)
- Inside Out (Capricorn, 1974)
- Sunburst (Blue Note, 1975)

con Buck Hill
- This Is Buck Hill (SteepleChase, 1978)
- Scope (SteepleChase, 1979)

con Shirley Horn
- A Lazy Afternoon (SteepleChase, 1979)
- You Won't Forget Me (Verve, 1991)

con Bobby Hutcherson
- Farewell Keystone (Theresa, 1982)
- In the Vanguard (Landmark, 1987)

con Abdullah Ibrahim
- African River (Enja, 1989)
- No Fear, No Die (TipToe, 1990)

con Illinois Jacquet
- The Blues; That's Me! (Prestige, 1969)

con The Jazz Crusaders
- Uh Huh (Pacific Jazz, 1967)
- Lighthouse '68 (Pacific Jazz, 1968)
- The Festival Album (Pacific Jazz, 1968)
- Powerhouse (Pacific Jazz, 1969)
- Lighthouse '69 (Pacific Jazz, 1969)
- Give Peace a Chance (Liberty, 1970)

con Etta Jones
- Ms. Jones to You (Muse, 1976)

con Hank Jones
- Love for Sale (East Wind, 1976) come The Great Jazz Trio

con Rahsaan Roland Kirk
- The Return of the 5000 Lb. Man (Warner Bros., 1975)

con Eric Kloss
- Essence (Muse, 1973)

con Lee Konitz
- Yes, Yes, Nonet (SteepleChase, 1979)

con Steve Kuhn
- Porgy (Evidence, 1988)
- Love Walked In (Venus, 2003)
- Plays Standards (Venus, 2007)

con Harold Land
- The Peace-Maker (Cadet, 1967)
- A New Shade of Blue (Mainstream, 1971)
- Damisi (Mainstream, 1972)

con Prince Lasha and Sonny Simmons
- 1968 - Firebirds (Contemporary)

con Harold Mabern
- 1969 - Workin' & Wailin' (Prestige)
- 1970 - Greasy Kid Stuff! (Prestige)

con Bennie Maupin
- 1974 - The Jewel in the Lotus (ECM)

con Ken McIntyre
- 1976 - Open Horizon (SteepleChase)

con René McLean
- 1975 - Watch Out (SteepleChase)

con Charles McPherson
- 1969 - McPherson's Mood (Prestige)

con Meeco
- 2010 - Perfume e Caricias (Connector)
- 2012 - Beauty of the Night (Connector)

con Ralph Moore
- 1987 - 623 C Street (Criss Cross)

con Frank Morgan
- 1986 - Lament (Contemporary)
- 1987 - Bebop Lives! (Contemporary)
- 1989 - Mood Indigo (Antilles)

con Sam Morrison
- Dune (Inner City, 1976)

con Alphonse Mouzon
- 1972 - The Essence of Mystery (Blue Note)

con David "Fathead" Newman
- 1981 - Resurgence! (Muse)
- 2003 - The Gift (HighNote)

con Cecil Payne
- 1976 - Bird Gets the Worm (Muse)

con Houston Person
- 1979 - The Big Horn (Muse, 1976)
- 1980 - Very PERSONal (Muse)
- 1987 - The Talk of the Town (Muse)

con Emily Remler
- East To Wes (Concord,1988)

con i Roots
- Saying Something (In+Out, 1995)

con Red Rodney
- Red, White and Blues (Muse, 1978)

con Wallace Roney
- No Room for Argument (Stretch, 2000)
- A Place in Time (HighNote, 2016)

con Charlie Rouse
- The Upper Manhattan Jazz Society (Enja, 1981 [1985]) con Benny Bailey

con Jimmy Rowles
- Paws That Refresh (Choice, 1980)
- The Chess Players (Candid, 2010) registrato nel 1976

con Hilton Ruiz
- Piano Man (SteepleChase, 1975)
- Excition (SteepleChase, 1977)
- Steppin' Into Beauty (SteepleChase, 1977 [1982])

con Jonathan Schwartz
- Sings Arthur Schwartz (Muse, 1977)

con Woody Shaw
- The Moontrane (Muse, 1974)
- Woody III (Columbia, 1979)
- Setting Standards (Muse, 1983)

con Sphere
- 1982 - Four in One (Elektra/Musician)
- 1983 - Flight Path (Elektra/Musician)
- 1985 - Sphere On Tour (Red)
- 1986 - Pumpkin's Delight (Red, 1993)
- 1987 - Four for All (Verve)
- 1988 - Bird Songs (Verve)
- 1997 - Sphere (Verve)

con Charles Sullivan
- 1976 - Re-Entry (WhyNot)

con Buddy Terry
- 1971 - Awareness (Mainstream)
- 1972 - Pure Dynamite (Mainstream)

con The Timeless All Stars
- 1982 - It's Timeless (Timeless)
- 1983 - Timeless Heart (Timeless)
- 1986 - Essence (Delos)
- 1991 - Time For The Timeless All Stars (Early Bird)

con Steve Turre
- 1988 - Fire and Ice (Stash)
- 1991 - Right There (Antilles)
- 1999 - Lotus Flower (Verve)
- 2001 - TNT (Trombone-N-Tenor) (Telarc)
- 2004 - The Spirits Up Above (HighNote)

con Stanley Turrentine
- 1969 - Another Story (Blue Note)
- 1976 - The Man con the Sad Face (Fantasy)

con McCoy Tyner
- Asante (Blue Note, 1970)
- Sama Layuca (Milestone, 1974)

con Michał Urbaniak
- Music for Violin and Jazz Quartet (Jam, 1980)
- Jazz Legends (Ubx, 1998)

con Sarah Vaughan
- 1963 - Sassy Swings the Tivoli (Mercury) come "Charles Williams"

con Roseanna Vitro
- 1990 - Listen Here (Texas Rose)

con Cedar Walton
- Among Friends (Evidence, 1990) registrato live a Keystone Korner nel 1982
- Voices Deep Within (HighNote, 2009)

con Mary Lou Williams
- Free Spirits (SteepleChase, 1975)
- My Mama Pinned a Rose on Me (Pablo, 1977)

con Nancy Wilson
- Hollywood - My Way (Capitol, 1963)
- The Nancy Wilson Show! (Capitol, 1965)
- Lush Life (Capitol, 1967)
- Welcome to My Love (Capitol, 1968)
- Hurt So Bad (Capitol, 1969)

con Denny Zeitlin
- As Long As There's Music (Venus, 1997)
- Slickrock (MAXJAZZ, 2004)
- Trio in Concert (Sunnyside, 2009)
- Stairway to the Stars (Sunnyside, 2014) registrato al Jazz Bakery nel 2001

con Altri
- 1979 - Look to the Sky – John McNeil and Tom Harrell (SteepleChase)
- 1980 - I'm Coming Home Again – Carmen McRae (Buddah)
- 1980 - Peaceful Heart, Gentle Spirit – Chico Freeman (Contemporary)
- 1980 - 360° Experience - A Well-Kept Secret – Beaver Harris (Shemp)
- 1980 - This One's For Pearle – Jim Schapperoew (Kerralee)
- 1981 - The Upper Manhattan Jazz Society – Charlie Rouse (Enja)
- 1981 - Outpost – Freddie Hubbard (Enja)
- 1981 - Faun – John McNeil (SteepleChase)
- 1982 - The Bash – Bruce Forman (Muse)
- 1982 - The Arioso Touch – James Williams (Concord Jazz,)
- 1982 - Page-Ing Nathen – Nathen Page (Hugo's Music)
- 1983 - Wings – Franco Ambrosetti (Enja) pubblicato anche come Gin and Pentatonic
- 1985 - In Good Company – Ted Brown (Criss Cross Jazz)
- 1985 - Opening Night – Kevin Eubanks (GRP)
- 1985 - Listen Here – Roseanna Vitro (Skyline)
- 1986 - Go for Watcha' Know – Jimmy Smith (Blue Note)
- 1986 - Renaissance – Branford Marsalis (Columbia)
- 1987 - Bridgework – Billy Higgins (Contemporary)
- 1988 - Collaboration – Helen Merrill and Gil Evans (EmArcy)
- 1988 - Arcane – Cindy Blackman (Muse)
- 1988 - East to Wes – Emily Remler (Concord Jazz)
- 1989 - Swiss Encounter – James Morrison e Adam Makowicz (EastWest)
- 1989 - Third Phase – Kenny Drew (Jazz City)
- 1989 - Sources of Inspiration – Donald Brown (Muse)
- 1992 - Twin Peaks: Fire Walk With Me (Warner Bros.)
- 1992 - Suit of Armor – Rebecca Coupe Franks (Justice)
- 1992 - Nnenna Freelon – Nnenna Freelon (Columbia)
- 1993 - Without Words – Renee Rosnes (Blue Note)
- 1993 - Mother Nature's Son – Jon Lucien (Mercury)
- 1994 - Harlem Sunset – Chip White (Postcards)
- 1994 - Acoustic Masters I – Charles Lloyd (Atlantic)
- 1994 - Free Wheelin': The Music of Lee Morgan – Claudio Roditi (Reservoir)
- 1994 - Four in One – Sonny Fortune (Blue Note)
- 1994 - Episode One Children of Harlem – Gary Bartz (Challenge)
- 1994 - Be Yourself – Winard Harper (Epicure)
- 1995 - Out of the Blue – Carl Saunders (SNL)
- 1996 - Weaver of Dreams – Ben Riley (Joken)
- 1997 - It's Crazy, But I'm in Love – Freddy Cole (After 9)
- 1997 - Midnight Creeper – Teddy Edwards (HighNote)
- 1997 - Quest – Piotr Wojtasik (Power Bros)
- 1997 - Up-Front – Carlos McKinney (Sirocco, 1997)
- 1998 - Soulmates – Joan Hickey (Chicago Lakeside Jazz)
- 1999 - Skim Coat – Billy Childs (Metropolitan,)
- 1992 - Lunar Eclypse – Gil Evans (Robi Droli, live 1981)
- 2000 - No Room For Argument – Wallace Roney (Concord Jazz)
- 2000 - The Turbanator – Dr. Lonnie Smith (32 Jazz) registrato nel 1991
- 2004 - con Malice Toward None – Tom McIntosh (IPO)
- 2005 - Native Lands – Will Calhoun (Half Note)
- 2006 - Wild Women Never Get the Blues... Well, Not Anymore! – Marguerite Mariama (From The Inside Out)
- 2006 - The Big Push – Larry Willis (HighNote)
- 2006 - Zodiac Suite: Revisited – The Mary Lou Williams Collective (Mary)
- 2006 - On the Wings of an Eagle – John Hicks (Chesky)
- 2007 - New Momentum – Robert Irving III (Sonic Portraits)
- 2007 - Twin Peaks: Season Two Music and More – Angelo Badalamenti e David Lynch (David Lynch Music Co.)
- 2008 - Black Nile – Cyrus Chestnut (Grave News)
- 2008 - A Time in New York – Tiger Onitsuka (Savoy)
- 2008 - Hancock Island: The Music of Herbie Hancock – Lenny White, George Colligan, Steve Wilson (Chesky)
- 2011 - Sunwatcher – Jeff Lederer (Jazzheads, Inc.)
- 2012 - Encounters – Jaiman Crunk (Origin, 2012)
- 2015 - Search for Peace – Heads of State (Smoke Sessions)
- 2016 - Groundwork – Willie Jones, III (Wj3)